# Château de Falgous
Le château de Falgous est un château situé à Mounes-Prohencoux, en France.

## Localisation
Le château est situé dans le hameau de Falgous-le-Bas sur la commune de Mounes-Prohencoux, dans le département français de l'Aveyron.

## Historique
L'édifice est inscrit au titre des monuments historiques en 1994.